# Jade Moore
Jade Ellis Moore (født 22. oktober 1990) er en engelsk fodboldspiller, der spiller som midtbanespiller for Reading. Hun har tidligere spillet for Notts County, Birmingham City, Leeds United og Lincoln City. Moore spillede med Englands U19, U20 og U23 ungdomslandshold fra 2008 til 2011, før hun fik debut på A-landsholdet i 2012. Hun var en del af Englands trup til EM i fodbold for kvinder 2013 og VM i fodbold for kvinder 2015, hvor holdet vandt bronze og til EM 2017..